# 인종적 차별 철폐 제안
인종적 차별 철폐 제안(人種的差別撤廢提案)은 제1차 세계 대전 후 파리 강화 회의에서 일본 제국이 제안한 의제 가운데 하나이다. 대다수의 찬성을 얻었으나 미국과 영국 등이 반대하여 성사되지 못했다.

## 개요

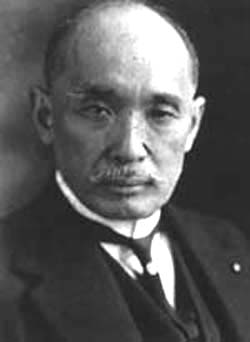
마키노 노부아키

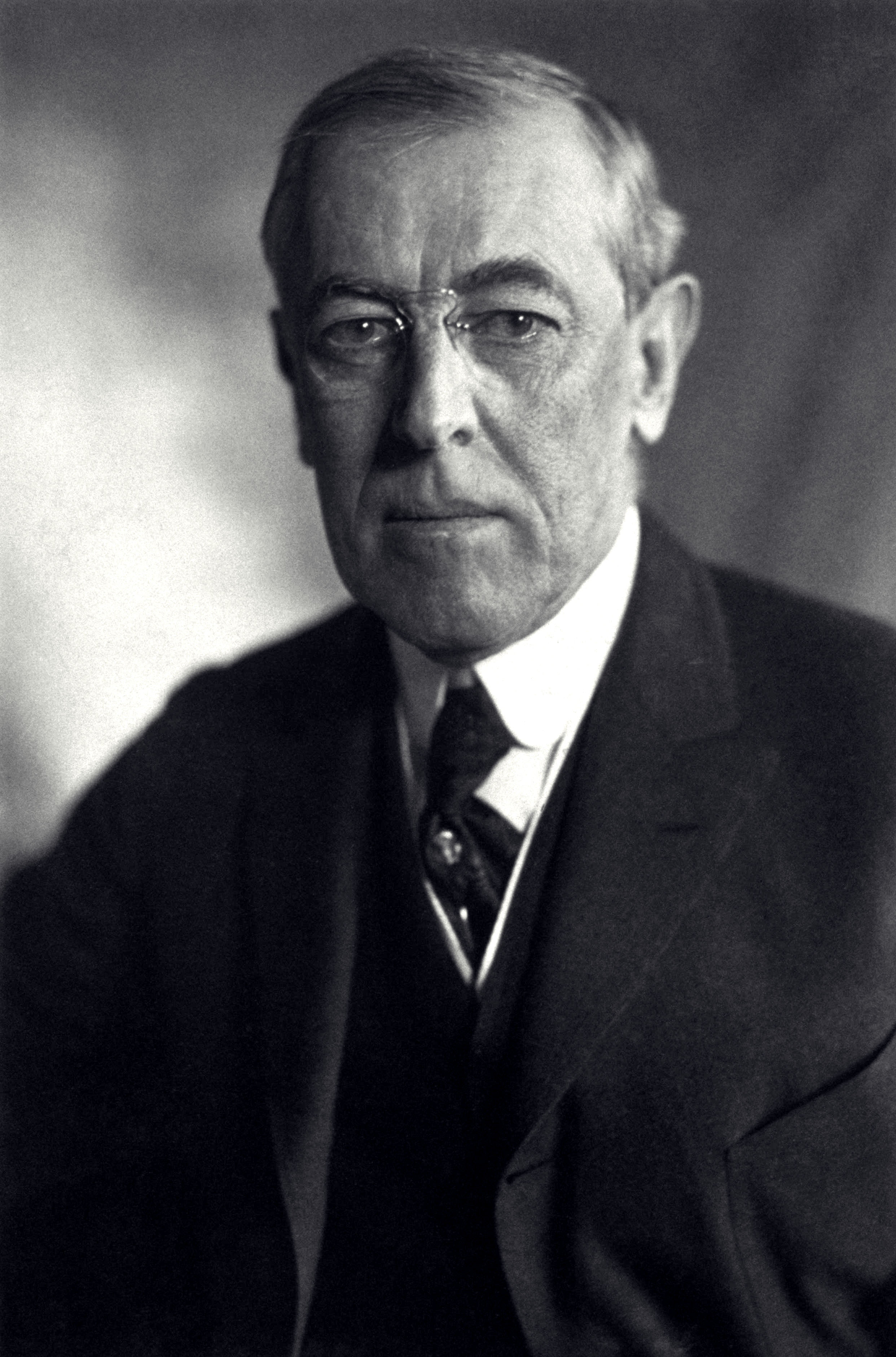
우드로 윌슨

1919년 2월 13일 일본 전권인 마키노 노부아키가 신설한 국제연맹 규약위원회에서, 연맹규약에 인종적 차별 철폐를 넣도록 제안했다. 이것은 "인종 혹은 국적 여하에 의해 법률상 혹은 사실상 조금도 차별을 마련하지 않는 것을 약속한다"라는 내용이다.
당초 이 제안은 많은 식민지를 소유하는 영국이나 백호주의 정책을 취하는 오스트레일리아 등이 맹반대하였다. 그러나 서양열강의 압력에 고생하던 라이베리아인이나 아일랜드인 등으로부터 인종적 차별 철폐 제안에 감사의 말을 받은 일본은 설득 교섭을 계속한다.
일본은 4월 11일의 최종위원회에서 연맹규약전문에 「국가평등의 원칙과 국민이 공정한 처우를 약속한다」라는 문언을 담는 수정안을 작성하고 다시 제안한다. 영국이 수정안에 반대해 채택이 기각되었지만, 일본은 「수정안은 어디까지나 이념이며, 그 나라의 내정의 법률적 규제를 추구하는 것이 아니다. 그러나 이것을 거부하자고 하는 것은 영국이 다른 나라를 평등하다고 생각하지 않고 있는 증거다」라며 수정안의 채택을 요구했다.
이 수정안은 출석자 16표 중 11표의 찬성(프랑스, 이탈리아 등)을 얻으면서 가결로 생각되었다. 그러나 의장이었던 미국 대통령 우드로 윌슨이 수정안에 반대하였다. 당시 모든 의제는 다수결의 방식 채택되고 있었으나, 돌연 "중요한 의제에 대해서는 전원 일치가 필요하다”며 일본의 제안을 거부했다. 마키노 노부아키는 이에 대해 "일본 대표단은 회의록에 남기기 위해 이 회의에서 과반수의 찬성표가 있었던 것을 명확히 기술하도록 희망한다." 이라고 발언하였고, 결국 이 내용은 회의록에 남겨졌다.

## 인종차별철폐안 투표

### 찬성
- 일본 제국 (2표)
- 프랑스 (2표)
- 이탈리아 (1표)
- 브라질 (1표)
- 그리스 (1표)
- 세르비아 (1표)
- 체코슬로바키아 (1표)
- 중화민국 (1표)

총계11표

### 반대 또는 보류
- 미국(2표)
- 영국 (2표)
- 오스트레일리아(0표)
- 포르투갈(1표)
- 폴란드(1표)
- 루마니아(1표)

총계5표（의장국인 미국의 표를 포함시키지 않는 수）

### 기권
- 벨기에(2표)

총계2표

## 같이 보기
- 국제 연맹
- 파리 강화 회의
- 세계 인권 선언
- 백인 우월주의
- 대동아회의